# يو إف سي 43
يو إف سي 43: الانهيار (بالإنجليزية: UFC 43: Meltdown)‏ هو حدث لفنون القتال المختلطة نظمته يو إف سي، أُقيم في 6 يونيو 2003، على مركز توماس أند ماك في لاس فيغاس، نيفادا، الولايات المتحدة.